# 2008–2009-es andorrai labdarúgókupa
A 2008–2009-es andorrai labdarúgókupa a Copa Constitució 17. sorozata volt. A kupasorozatot az Andorrai labdarúgó-szövetség rendezte. A kupasorozat 2009. 19-én kezdődött és a május 23-i döntővel fejeződött be.
A címvédő UE Sant Julià már a negyeddöntőben kiesett egy hosszabbításos mérkőzésen. A döntőben az FC Santa Coloma óriási különbségű győzelmet aratott a Lusitanos felett. A kupagyőztes az európai klubkupákból az Európa-ligában indulhat a második selejtezőkörben bekapcsolódva.

## Sorsolás
2008. december 9-én készítette el az Andorrai labdarúgó-szövetség az első forduló párosítását és a teljes kupasorozat időpontjainak kijelölését.

## Első forduló
Az első fordulóban hat másodosztályú klub vett részt, a Segona Divisió másodiktól hetedik helyezett csapatáig. A mérkőzéseket 2009. január 17-én, 18-án és 19-én játszották.
| 1. csapat               | Eredmény | 2. csapat                 |
| ----------------------- | -------- | ------------------------- |
| UE Extremenya           | 5–1      | Principat B               |
| Atlètic Club d'Escaldes | 2–3      | Casa Estrella del Benfica |
| Lusitanos B             | 7–1      | CE Jenlai                 |

## Második forduló
Az első forduló továbbjutóihoz csatlakozott a másodosztály éllovasa, az FC Encamp, valamint az első osztály ötödiktől nyolcadik helyezett csapatai, a CE Principat, az Inter Club d'Escaldes, az FC Rànger's, és az UE Engordany.
A mérkőzéseket 2009. január 20-a és 23-a között játszották.
| 1. csapat                 | Eredmény | 2. csapat             |
| ------------------------- | -------- | --------------------- |
| UE Extremenya             | 3–2      | FC Rànger's           |
| Casa Estrella del Benfica | 0–4      | Inter Club d'Escaldes |
| Lusitanos B               | 1–3      | Principat             |
| FC Encamp                 | 4–2      | UE Engordany          |

## Negyeddöntő
Az előző kör továbbjutóihoz ekkor csatlakozott az élvonal első négy helyezett csapata, az FC Santa Coloma, az UE Sant Julià, az UE Santa Coloma, és az FC Lusitanos.
Az első mérkőzéseket 2009. február 1-jén, a visszavágókat február 8-án játszották.
| 1. csapat             | Össz. | 2. csapat       | 1. mérk. | 2. mérk.   |
| --------------------- | ----- | --------------- | -------- | ---------- |
| UE Extremenya         | 1–8   | UE Santa Coloma | 0–4      | 1–4        |
| Inter Club d'Escaldes | 0–5   | FC Santa Coloma | 0–2      | 0–3        |
| Principat             | 3–2   | UE Sant Julià   | 1–1      | 2–1 (h.u.) |
| FC Encamp             | 2–11  | Lusitanos       | 0–3      | 2–8        |

## Elődöntő
Az első mérkőzéseket 2009. május 10-én, a visszavágókat május 17-én játszották.
| 1. csapat       | Össz. | 2. csapat       | 1. mérk. | 2. mérk. |
| --------------- | ----- | --------------- | -------- | -------- |
| UE Santa Coloma | 1–7   | FC Santa Coloma | 1–5      | 0–2      |
| Principat       | 4–7   | Lusitanos       | 3–3      | 1–4      |

## Döntő
| 2009. május 23. 17:00 CEST | FC Santa Coloma                                          | 6 – 1       | Lusitanos        | Estadi Comunal d'Aixovall, Aixovall |
| 2009. május 23. 17:00 CEST | Juli Sánchez 12' 36' Beto 30' 57' Maicon 55' Rodrigo 93' | Jegyzőkönyv | Pedro Franco 72' | Estadi Comunal d'Aixovall, Aixovall |

## Külső hivatkozások
- Hivatalos oldal (katalánul) (angolul)
- A Copa Constitució az rsssf.com oldalán